# Mark Walker (Wissenschaftshistoriker)
Mark Walker (* 1959) ist ein US-amerikanischer Wissenschaftshistoriker.
Walker studierte Mathematik und Geschichte und ist Professor am Union College in Schenectady im Bundesstaat New York. Bekannt wurde er 1990 durch sein Buch „Die Uranmaschine“ (so die deutsche Übersetzung) über die Geschichte des deutschen Kernwaffen- bzw. Kernenergieprogramms im Zweiten Weltkrieg, das als Standardwerk gilt. Das Buch entstand aus seiner Dissertation an der  Princeton University 1987 (Uran machines, nuclear explosives and national socialism: the German quest for nuclear power 1939-1949). Walker war Mitarbeiter einer Kommission der Max-Planck-Gesellschaft, die (etwa von 2000 bis 2005) die Geschichte der Kaiser-Wilhelm-Gesellschaft im Nationalsozialismus erforscht hat.

## Schriften
- German National Socialism and the Quest for Nuclear Power. 1939–1949. Cambridge University Press, Cambridge u. a. 1989, ISBN 0-521-36413-2
  - Die Uranmaschine. Mythos und Wirklichkeit der deutschen Atombombe. Mit einem Vorwort von Robert Jungk. Aus dem Amerikanischen von Wilfried Sczepan. Siedler, Berlin 1990, ISBN 3-88680-359-7.
- mit Monika Renneberg (Hrsg.): Science, technology and national socialism. Cambridge University Press, Cambridge u. a. 1994, ISBN 0-521-40374-X.
- Nazi Science. Myth, truth, and the German atomic bomb. Plenum Press, New York NY u. a. 1995, ISBN 0-306-44941-2.
- Otto Hahn. Verantwortung und Verdrängung. Preprint Nr. 10 des Forschungsprogramms Geschichte der Kaiser-Wilhelm-Gesellschaft im Nationalsozialismus. Berlin 2003 (PDF; 432 kB).
- als Herausgeber: Science and Ideology. A comparative study (= Routledge Studies in the History of Science, Technology and Medicine. 18). Routledge, London u. a. 2003, ISBN 0-415-27122-3.
- Eine Waffenschmiede? Kernwaffen- und Reaktorforschung am Kaiser-Wilhelm-Institut für Physik in Berlin. In: Helmut Maier (Hrsg.): Gemeinschaftsforschung, Bevollmächtigte und der Wissenstransfer. Die Rolle der Kaiser-Wilhelm-Gesellschaft im System kriegsrelevanter Forschung des Nationalsozialismus (= Geschichte der Kaiser-Wilhelm-Gesellschaft im Nationalsozialismus. Band 17). Wallstein, Göttingen 2007, ISBN 978-3-8353-0182-5 (Auswertung der von sowjetischer Seite beschlagnahmten Archive des Kaiser-Wilhelm-Instituts für Physik). 2005 als Preprint (PDF; 402 kB).
- mit Dieter Hoffmann (Hrsg.): Physiker zwischen Autonomie und Anpassung. Die Deutsche Physikalische Gesellschaft im Dritten Reich. Wiley-VCH, Weinheim 2007, ISBN 978-3-527-40585-5 (darin Walker: Die Deutsche Physikalische Gesellschaft im nationalsozialistischen Kontext. S. 1–27).
- Hitler’s Atomic Bomb: History, Legend, and the Twin Legacies of Auschwitz and Hiroshima. Cambridge University Press, 2024
  - Hitlers Atombombe. Geschichte, Legende und das Erbe von Nationalsozialismus und Hiroshima. Wallstein Verlag, Göttingen 2025, ISBN 978-3-8353-5789-1.